# Ichthyapus ophioneus
Ichthyapus ophioneus is een straalvinnige vissensoort uit de familie van slangalen (Ophichthidae). De wetenschappelijke naam van de soort is voor het eerst geldig gepubliceerd in 1900 door Evermann & Marsh.